# Kálmán Darányi
Kálmán Darányi von Pusztaszentgyörgy und Tetétlen, född 22 mars 1886 i Budapest, död 1 november 1939 i Budapest, var en ungersk politiker. Han var Ungerns premiärminister från den 12 oktober 1936 till den 14 maj 1938. Darányi förknippades med de högerradikala inom ungersk politik. Han sympatiserade inte med de inhemska fascisterna, men verkade för ett närmande till Tyskland och Italien.

### Webbkällor
- ”Darányi Kálmán” (på ungerska). Holokauszt Emlékközpont. Arkiverad från originalet den 16 juli 2013. https://www.webcitation.org/6IAAwbka7?url=http://www.hdke.hu/tudastar/enciklopedia/daranyi-kalman. Läst 16 juli 2013.